# كلفن سامبسون
كلفن سامبسون (بالإنجليزية: Kelvin Sampson)‏ هو لاعب كرة قاعدة أمريكي، ولد في 5 أكتوبر 1955 في لورينبرغ في الولايات المتحدة.

## وصلات خارجية
- كلفن سامبسون على موقع سبورتس رفرنس (الإنجليزية)
- كلفن سامبسون على موقع كلية كرة السلة في سبورتس رفرنس.كوم (الإنجليزية)

- كلفن سامبسون على موقع إن إن دي بي (الإنجليزية)